# ویلیام پی. شفیلد
ویلیام پی. شفیلد (به انگلیسی: William P. Sheffield) سناتور سابق عضو حزب جمهوری‌خواه ایالات متحده آمریکا بود. وی در سال ۱۸۸۴ تا ۱۸۸۵ میلادی سناتور ایالت رود آیلند در سنای ایالات متحده آمریکا بود.